# Don Samuel
Don Samuel är en ort i Mexiko.   Den ligger i kommunen Escárcega och delstaten Campeche, i den sydöstra delen av landet, 900 km öster om huvudstaden Mexico City. Don Samuel ligger 88 meter över havet och antalet invånare är 1 081.
Terrängen runt Don Samuel är platt. Runt Don Samuel är det glesbefolkat, med 11 invånare per kvadratkilometer. Närmaste större samhälle är Haro, 11,6 km nordost om Don Samuel. Omgivningarna runt Don Samuel är en mosaik av jordbruksmark och naturlig växtlighet.